# Glos-la-Ferrière

Glos-la-Ferrière este o comună în departamentul Orne, Franța. În 1 ianuarie 2018 avea o populație de 507 de locuitori.